# Marcello Abbado
Marcello Abbado (Milano, 7 ottobre 1926 – Stresa, 4 giugno 2020) è stato un pianista, compositore e docente italiano.
Le sue numerose composizioni sono state pubblicate dai principali editori italiani, fra cui Carisch, Curci, Ricordi e Suvini Zerboni. In Giappone, Russia e Stati Uniti sono stati eseguiti programmi dedicati esclusivamente alla sua musica.

## Biografia
Nato in una nota famiglia di musicisti, era figlio di Michelangelo, fratello di Claudio e padre di Roberto e Adriano.
Come pianista interpretò tutti i ventisette Concerti per pianoforte e orchestra di W. A. Mozart. Suonò numerose volte l'intera opera per pianoforte di C. Debussy. Eseguì musiche dei principali compositori, fra cui J. S. Bach e A. Scarlatti, e concerti per pianoforte e orchestra, come quelli di P. I. Čajkovskij, S. S. Prokof'ev e il Concerto per la mano sinistra di M. Ravel. Si esibì nelle principali sale di Budapest, Buenos Aires, Londra, Milano, Montréal, Mosca, New York, Parigi, Pechino, Roma, Tokyo e Vienna. Per nove volte intraprese una tournée di concerti nell'America Latina. Tenne inoltre masterclass in Asia, Europa e Stati Uniti.
Oltre a dedicarsi all'attività concertistica, fu anche docente di composizione per dodici anni nei Conservatori di Bologna, Parma e Piacenza. In seguito fu direttore del Conservatorio "Giuseppe Nicolini" di Piacenza (dal 1958 al 1966), del Conservatorio "Gioacchino Rossini" di Pesaro (dal 1966 al 1972) ed infine del Conservatorio "Giuseppe Verdi" di Milano (dal 1972 al 1996). Fu anche consigliere d'amministrazione del Teatro alla Scala per ventiquattro anni. 
Nel 1993 formò, insieme con Vladimir Delman, l'Orchestra sinfonica di Milano "Giuseppe Verdi", di cui è stato direttore artistico dal 1993 al 1996.
Fu presidente e membro di giuria dei più importanti concorsi musicali internazionali, fra cui Beethoven a Vienna, Bösendorfer a Bruxelles, Canals a Barcellona, E. POZZOLI di Seregno, Ciani a Milano, Min-On a Tokyo, Obraztosva a San Pietroburgo, Rubinstein a Tel Aviv, Van Cliburn Piano Competition a Fort Worth, oltre a molti altri tenutisi in numerose città italiane e internazionali come Dortmund, Dublino, Kharkov, Leeds, Londra, Monaco di Baviera, Montecarlo, Pechino, Pretoria, Sydney, Taipei, Trieste e Venezia.
Visitò più di cinquanta paesi nei cinque continenti. Compose la colonna sonora originale - diretta da Gino Marinuzzi junior - del film Nel gorgo del peccato (1954) di Vittorio Cottafavi.
È sepolto nel cimitero di Chiaravalle.

## Opere
- Ciapo per voce e nove strumenti
- Duo per violino e violoncello (1952)
- Scena senza storia, balletto (1954)
- 15 Poesie T'ang per voce, flauto, oboe, violoncello e pianoforte (1959)
- Ostinato sopra un ritmo dalla Sinfonia del Signor Bruschino di Rossini per pianoforte, archi e percussioni (1994)
- Sette Ricercari e Sei Intermezzi per violino e orchestra (1996)
- L'idea fissa per violino e coro a tredici voci (1996)
- Musica celeste (1997)
- Dieci canti popolari siciliani per violino, voce e orchestra (1997)
- Le campane di Mosca per violino e percussioni (1998)
- Hawaii 2000
- Lento e Rondò per violino e orchestra di percussioni (2000)
- Costruzione per dodici violoncelli (2001)
- Variazioni sopra un tema di Mozart per orchestra (2001)
- Nuova Costruzione per otto strumenti a fiato (2002)
- Concerto per flauto e orchestra (2002)
- Australia per violino, didgeridoo, pianoforte e percussioni (2002)
- Asif, Saleem, Nasreen per violino, viola, violoncello e orchestra di archi (2002)
- Risonanza magnetica per pianoforte e percussioni (2003)
- Musica di scena per La voix humaine di Jean Cocteau (2003)
- Il buio negli occhi (2003)
- La strage degli innocenti cantata per voci soliste, coro di voci bianche, coro misto e orchestra
- Concerto per orchestra
- Hommage à C. Debussy per orchestra
- Doppio concerto per violino, pianoforte e doppia orchestra da camera
- Quadruplo concerto per pianoforte, violino, viola, violoncello e orchestra
- Concerto per arpa e orchestra di archi (2003-2004)
- Concerto per carillon e orchestra (2005)
- Tankstream per quartetto di archi (2005)
- Fantasia russa per violino e orchestra di archi (2005)
- Sinfonia degli arrivi (2006)
- Carillon su Joyce Yang per pianoforte e percussioni (2006)
- Quattro Viola Fantasie per oboe solo, tromba sola, pianoforte solo, vibrafono solo (2006)
- Kazach Fantasy per violino e orchestra Kazach (2006)
- Bali per violino e gamelan indonesiano (2006)
- Costruzioni... e Ricostruzioni 2007
- Mondrian trio per violino, violoncello, pianoforte (2007)
- Carillon on Min-On per pianoforte a quattro mani (2008)
- Van Cliburn Concerto per quattro pianoforti e orchestra (2008)
- Java per percussioni (2008)
- Concerto per quattro violini e orchestra di archi (2008)
- Dialogo a due voci per la mano sinistra (2009)
- Per due orchestre (2009)
- Gloria per Gloria per soprano, coro e orchestra (2009)
- Stagioni per violino e voce recitante (2009)
- Alicante per sedici corni, sedici trombe, sedici tromboni (2010)
- Sogno per orchestra (2010)
- Asia per percussioni e registrazioni di voci e strumenti asiatici (2010)
- Dialogo per arpa e tromba (2011)
- Sitkovetsky Wu per violino e pianoforte (2011)
- Marlaena Kessick per orchestra di flauti (2011)
- Fantasia per violoncello (2011)
- Trio per pianista, cantante, danzatrice (2012)
- Fantasia ungherese per flauto (2012)
- Trio per violino, violoncello, contrabbasso (2012)
- Ceneri per pianoforte (2012)
- Così non fan tutte per orchestra (2013)
- Tastiera sola per pianoforte (2013)
- Fibonacci per pianoforte (2013)
- Alhambra per orchestra
- Aus dem klavier per pianoforte
- Chaconne per violino
- Costruzioni per 5 piccole orchestre
- Divertimento per quattro strumenti a fiato e pianoforte
- Doppio concerto per violino, pianoforte e doppia orchestra da camera
- Lamento per la morte della madre per pianoforte
- Musica per orchestra
- Quartetto n. 1, n. 2 e n. 3 per archi
- Riverberazioni per flauto, oboe, fagotto e pianoforte

## Onorificenze
Iscrizione al Famedio di Milano
- 2 novembre  2023